# Balatonfüred–Csopaki borvidék
A Balatonfüred-Csopaki borvidék Magyarország Dunántúli részén található, a Balaton tó északi partjának keleti medencéjében, kb. 2150 hektáron. 
A szőlőtermesztés szempontjából fontos területeket lankás hegylábfelszín és mérsékelten meredek hegységperemi formák alkotják.

## Részei, hegyközségei
- A körülhatárolt terület meghatározása: Alsóörs, Aszófő, Balatonakali, Balatonalmádi, Balatonfőkajár, Balatonfüred, Balatonkenese, Balatonszőlős, Balatonudvari, Balatonvilágos, Csopak, Dörgicse, Felsőörs, Lovas, Mencshely, Örvényes, Paloznak, Pécsely, Tihany, Vászoly, Balatoncsicsó, Monoszló, Óbudavár, Szentantalfa, Szentjakabfa, Tagyon, Zánka településeknek a szőlő termőhelyi kataszter szerint I. és II. osztályú határrészei.

## Története
A borászat gyökerei a római időkre tehetőek. Feltehetően Probus császár idejében indult igazán fejlődésnek a Pannóniában már régebbről ismert szőlőművelés. 
Az Árpád-házi királyok idejében is fontos királyi, ill. egyházi birtokok terültek el a régióban. 1018-ban I. Szent István például Balatonfüred-Csopaki szőlőket adományozott a Veszprém-völgyi apácamonostornak.
A borvidék fejlődését jelentősen befolyásolta a tihanyi bencés apátság, mely a környező húsz falu legnagyobb birtokosaként irányította a környéket. 
A török idők végvári csatározásai valószínűleg itt is meggyérítették a szőlőművelők számát, s egyidejűleg csökkent a szőlőterület is.
A 18. században újra fellendült Balatonfüred fejlődése, a 19. század közepére pedig a Balaton „fővárosa” lett, ahol a vármegyei és az országos előkelőségek bálok, ünnepek alkalmával találkoztak, szórakoztak a kiváló fehér borok társaságában.
Balatonfüred-Csopaki borvidék életében meghatározó Balatonfüred város 1987-től a Szőlő és Bor Nemzetközi Városa rangot használhatja.

### Filoxéra
A fajtaszerkezet a járványt követően átalakult. A borvidék ökológiai adottságaihoz jól alkalmazkodó, késői és közepes érésű fehérborszőlő-fajták jelentek meg (pl. Olaszrizling, Juhfark, Szürkebarát)

## Talajadottságok és klíma
A szőlőtermő dűlők alapkőzeteinek rétegsorát az úgynevezett Középhegységi-típusú felső perm–alsó triász kőzetek alkotják, negyedidőszaki törmeléktakaróval. A körzet talajai nem túl változékonyak, agyagbemosódásos erdőtalajok fordulnak elő a területen. A borvidék jellegzetes és egyedülálló talajtani képződménye a vörös erdőtalaj, mely a magas vas-oxid tartalmú permi homokkő mállására vezethető vissza. A borvidéken magas kalcium-, magnézium- és káliumtartalom jellemző. 
Balatonfüred-Csopak klímáját a Bakony-hegység völgyeiből lezúduló hideg levegő és a medence déli oldalán elnyúló Balaton határozza meg. A borvidék szőlőhegyei hatalmas erdőrengeteg környezetébe ágyazottak. Ezért a nyári napok Balaton felől feláramló párás melegét estétől – a Balaton felé lengedező éjszakai szellő hatására – hűvös erdei levegő váltja fel a szőlősorok között.
Balatonfüred-Csopakon a napsütötte órák száma átlagosan 1950-2000 óra, az évi középhőmérséklet: 11–12 °C. Az átlagos éves csapadékmennyiség 650–700 mm, melyből a tenyészidőszak alatt átlagosan 350 mm hullik a borvidéken. A borvidék klímája szempontjából meghatározó, hogy az utolsó tavaszi fagynap április 5-ére tehető, ami kiemelkedően korai értéknek számít.

## Szőlészet és borkészítés
A szőlőfajtákat hagyományosan alacsony tőkeformákon termesztették, magas hektáronkénti tőkeszám mellett. A legújabb szőlőtermesztési szabályok is minimum 3300 tő/hektár telepítési sűrűséget írnak elő.
A borvidéki szabályozás maximális 100 hl/ha seprős újbort engedélyez. A szabályozástól sokkal szigorúbb feltételek mellett készíthetőek a Csopak OEM borok.
A dűlős borok, jégborok, késői szüretelésű borok csak kézi szürettel készülhetnek.

### Jellemző szőlőfajták
- Fehér fajták: Olaszrizling, Szürkebarát, Furmint, Chardonnay, Rajnai rizling, Zenit.
- Vörös fajták: Cabernet Franc, Kékfrankos, Syrah, Merlot.

## Hegyközség(ek)
- név: Balatonfüred-Csopaki Borvidék Hegyközségi Tanácsa
- cím: 8240 Balatonakali, Kossuth u. 40.
- e-mail cím: []